# Nabu-rimanni
Nabu-rimanni (auch Naburianos, Naburimannu, Naburimani; * etwa 560 v. Chr. in Babylonien; † etwa 480 v. Chr.) war ein chaldäischer Astronom und Mathematiker.
Nabu-rimanni ist der älteste namentlich bekannte chaldäische Astronom. Bedeutende Nachfolger sind Kidinnu (ca. 400–330), Berossos und Soudines (beide 3. Jh. v. Chr.)
Als Sohn des Balatu arbeitete Nabu-rimanni während der Regierungszeiten der persischen Könige Dareios I. (522–486 v. Chr.) und seines Nachfolgers Xerxes I. (486–465). Er war Zeitgenosse von Kleostratos von Tenedos, Aischylos, Ferehindus und Herodot.
Aus der Zeit des Königs Nabu-nasir (747 bis 734 v. Chr.) sind zahlreiche schriftliche Aufzeichnungen der sumerischen Astronomie erhalten. Die babylonischen Priesterastronomen berechneten aufgrund dieser und eigener langjähriger Datensammlungen die Sarosperiode (zyklische Wiederkehr von Sonnen- und Mondfinsternissen) zu 6585,33 Tagen (18 Jahre 11 Tage). Mit jeder neuen Sarosperiode stehen Erde, Sonne und Mond wieder fast in der gleichen relativen Position.
Die Babylonier beobachteten neben diesen Zyklen auch die periodische Veränderung der Mondbewegung (elliptische Mittelpunktsgleichung) und präzisierten so die Länge des anomalistischen Monats und den Lunarkalender. Sie erkannten auch die variable Winkelgeschwindigkeit der Sonne und die jährlichen Planetenschleifen.
Im frühen 6. Jahrhundert v. Chr. kannten sie neben der ungleichförmigen und 5° schiefen Mondbahn auch die Wanderung ihrer Knoten, die als Schnittpunkte mit der Ekliptik den Saros-Zyklus bestimmen. Um 500 v. Chr. verbesserte Nabu-rimanni diese Werte durch Finsternis-Beobachtungen: die Bewegung des Mondes relativ zur Sonne erhielt er 10 Minuten kleiner pro Jahr, die Knotenbewegung 5 Minuten kleiner und die Bewegung des lunaren Perigäums 20 Minuten größer. Die von Kidinnu (griech. Kidenas) um 350 nochmals verbesserten Werte verwendete später auch Hipparchos.
Nabu-rimanni entwickelte das so genannte A-System der Ephemeriden, die für beliebige Zeitpunkte die Position von Mond, Sonne und Planeten enthielten. Basierend auf den Beobachtungen einiger Jahrhunderte und mit Treppenfunktionen berechnet, waren diese Tabellen noch zu grob und wurden 150 Jahre später durch Kidinnus System B verfeinert. Nabu-rimanni fasste seine Arbeit in einem Buch über die akkadischen Beobachtungen des Mondes und der Sterne zusammen.
Nabu-rimanni bestimmte das Sonnenjahr zu 365 Tage, 6 Stunden, 15 Minuten und 41 Sekunden. Zur Zeitmessung benützte er eine Wasseruhr und berechnete die Länge des synodischen Monat zu 29d 12h 44m 5.05s oder 29,530614d, um nur 1.56 s größer als der moderne Wert von 29,530596 Tagen. Er zeigte auch, wie sich das Ausmaß einer Mondfinsternis aus der Lage der Mondknoten bestimmen lässt.